# Entedononecremnus parfer
Entedononecremnus parfer är en stekelart som beskrevs av Christer Hansson och Lasalle 2003. Entedononecremnus parfer ingår i släktet Entedononecremnus och familjen finglanssteklar.
Artens utbredningsområde är Costa Rica. Inga underarter finns listade i Catalogue of Life.